# Kanton Pertuis
Kanton Pertuis (fr. Canton de Pertuis) je francouzský kanton v departementu Vaucluse v regionu Provence-Alpes-Côte d'Azur. Tvoří ho 14 obcí.

## Obce kantonu
- Ansouis
- La Bastide-des-Jourdans
- La Bastidonne
- Beaumont-de-Pertuis
- Cabrières-d'Aigues
- Grambois
- Mirabeau
- La Motte-d'Aigues
- Pertuis
- Peypin-d'Aigues
- Saint-Martin-de-la-Brasque
- Sannes
- La Tour-d'Aigues
- Vitrolles en Luberon